# Ruy de Freitas
Ruy de Freitas (* 24. August 1916 in  Macaé; † 2. August 2012 in Rio de Janeiro) war ein brasilianischer Basketballspieler, der an zwei Olympischen Spielen teilnahm. Bei den Olympischen Sommerspielen 1948 in London gewann er mit der brasilianischen Auswahl unter dem Trainer Moacyr Daiuto die Bronzemedaille. Vier Jahre später in Helsinki belegte Brasilien Platz 6.